# Ваніна Ваніні (фільм, 1983)
«Ваніна Ваніні» — радянський телефільм-спектакль 1983 року, знятий Центральним телебаченням СРСР, за мотивами однойменного твору Стендаля.

## Сюжет
Молодий карбонарій П'єтро Міссірільї втікає з в'язниці, переодягнувшись у жіночу сукню. Він ховається в будинку багатого аристократа, щоб залікувати рани. Його дочка, Ваніна, нічого не підозрюючи, відвідує гостю, але пізніше дізнається її таємницю. П'єтро і Ваніна закохуються і зізнаються один одному в своїх почуттях. Через чотири місяці П'єтро одужує і вирішує відправитися в Романью, щоб помститися за себе. Ваніна, не бажаючи розлучатися з коханим, пропонує йому одружитися, а коли той відмовляється, вирішує їхати за ним, залишивши рідну домівку. Вона сподівалася, що любов П'єтро до неї пересилить його любов до батьківщини. У Романьї П'єтро став на чолі венти, і разом з товаришами готував змову. Ваніна, відчуваючи, що П'єтро віддаляється від неї, в пориві ревнощів наважується на відчайдушний крок — вона видає легату змову і поіменно всіх його учасників, крім П'єтро, і вмовляє П'єтро покинути місто. Коли Міссірільї дізнався, що його товаришів заарештували, він сам здався владі, не бажаючи рахуватися зрадником. Батько Ваніни цього часу домовляється про її шлюб з князем Лівіо Савеллі. Вона погоджується, сподіваючись використати його зв'язки, щоб допомогти Міссірільї. На суді карбонаріям винесли смертний вирок, який потім замінили на тривале тюремне ув'язнення, всім, крім Міссірільї. Ваніна хитрістю вмовила кардинала пощадити П'єтро. А дізнавшись, що в'язнів будуть перевозити, вирішила зустрітися з Міссірільї. На побаченні П'єтро відмовляється від Ваніни, а вона зізнається йому в зраді. П'єтро хотів задушити її ланцюгами, але був зупинений тюремщиком. Відкинута, Ваніна повертається додому в Рим.

## У ролях
- Андрій Харитонов — П'єтро Міссірільї
- Ірина Печерникова — Ваніна Ваніні
- Андрій Попов — Оповідач

## Знімальна група
- Режисер — Галина Самойлова